# Francia en la Eurocopa 2016
La Selección de fútbol de Francia fue una de las 24 selecciones participantes en la Eurocopa 2016, que se llevó a cabo entre el 10 de junio y el 10 de julio de 2016. Por ser el anfitrión del torneo fue el primer equipo en clasificarse al certamen. Fue la novena participación de Francia en la Eurocopa y la tercera disputada en territorio francés.

## Preparación
| Fecha                   | Lugar       |              |                             | Resultado |                     |          |
| ----------------------- | ----------- | ------------ | --------------------------- | --------- | ------------------- | -------- |
| 4 de septiembre de 2015 | Lisboa      | Portugal     | Bandera de Portugal         | 0:1 (0:0) | Bandera de Francia  | Francia  |
| 7 de septiembre de 2015 | Bordeaux    | Francia      | Bandera de Francia          | 2:1 (2:1) | Bandera de Serbia   | Serbia   |
| 8 de octubre de 2015    | Niza        | Francia      | Bandera de Francia          | 4:0 (1:0) | Bandera de Armenia  | Armenia  |
| 11 de octubre de 2015   | Copenhague  | Dinamarca    | Bandera de Dinamarca        | 1:2 (0:2) | Bandera de Francia  | Francia  |
| 13 de noviembre de 2015 | Saint-Denis | Francia      | Bandera de Francia          | 2:0 (1:0) | Bandera de Alemania | Alemania |
| 17 de noviembre de 2015 | Londres     | Inglaterra   | Bandera de Inglaterra       | 2:0 (1:0) | Bandera de Francia  | Francia  |
| 25 de marzo de 2016     | Ámsterdam   | Países Bajos | Bandera de los Países Bajos | 2:3 (0:2) | Bandera de Francia  | Francia  |
| 29 de marzo de 2016     | Saint-Denis | Francia      | Bandera de Francia          | 4:2 (2:0) | Bandera de Rusia    | Rusia    |
| 30 de mayo de 2016      | Nantes      | Francia      | Bandera de Francia          | 3:2 (2:1) | Bandera de Camerún  | Camerún  |
| 4 de junio de 2016      | Metz        | Francia      | Bandera de Francia          | 3:0 (3:0) | Bandera de Escocia  | Escocia  |

## Lista de jugadores
| #     | Nombre               | Posición         | Edad                          | Part.            | Goles            | Club                |
| ----- | -------------------- | ---------------- | ----------------------------- | ---------------- | ---------------- | ------------------- |
| 1     | Hugo Lloris          | Portero          | 10 de junio de 2016 (29 años) | 75               | 0                | Tottenham Hotspur   |
| 2     | Christophe Jallet    | Defensa          | 10 de junio de 2016 (32 años) | 11               | 1                | Olympique Lyon      |
| 3     | Patrice Evra         | Defensa          | 10 de junio de 2016 (35 años) | 73               | 0                | Juventus            |
| 4     | Adil Rami1           | Defensa          | 10 de junio de 2016 (30 años) | 28               | 1                | Sevilla             |
| 5     | N'Golo Kanté         | Centrocampista   | 10 de junio de 2016 (25 años) | 4                | 1                | Leicester City      |
| 6     | Yohan Cabaye         | Centrocampista   | 10 de junio de 2016 (30 años) | 46               | 4                | Crystal Palace      |
| 7     | Antoine Griezmann    | Delantero        | 10 de junio de 2016 (25 años) | 27               | 7                | Atlético Madrid     |
| 8     | Dimitri Payet        | Delantero        | 10 de junio de 2016 (29 años) | 19               | 3                | West Ham United     |
| 9     | Olivier Giroud       | Delantero        | 10 de junio de 2016 (29 años) | 49               | 17               | Arsenal             |
| 10    | André-Pierre Gignac  | Delantero        | 10 de junio de 2016 (30 años) | 27               | 7                | Tigres UANL         |
| 11    | Anthony Martial      | Delantero        | 10 de junio de 2016 (20 años) | 9                | 0                | Manchester United   |
| 12    | Morgan Schneiderlin3 | Centrocampista   | 10 de junio de 2016 (26 años) | 15               | 0                | Manchester United   |
| 13    | Eliaquim Mangala     | Defensa          | 10 de junio de 2016 (25 años) | 7                | 0                | Manchester City     |
| 14    | Blaise Matuidi       | Centrocampista   | 10 de junio de 2016 (29 años) | 44               | 8                | Paris Saint-Germain |
| 15    | Paul Pogba           | Centrocampista   | 10 de junio de 2016 (23 años) | 31               | 5                | Juventus            |
| 16    | Steve Mandanda       | Portero          | 10 de junio de 2016 (31 años) | 22               | 0                | Olympique Marsella  |
| 17    | Lucas Digne          | Defensa          | 10 de junio de 2016 (22 años) | 13               | 0                | Roma                |
| 18    | Moussa Sissoko       | Centrocampista   | 10 de junio de 2016 (26 años) | 38               | 1                | Newcastle United    |
| 19    | Bacary Sagna         | Defensa          | 10 de junio de 2016 (33 años) | 57               | 0                | Manchester City     |
| 20    | Kingsley Coman       | Delantero        | 10 de junio de 2016 (19 años) | 5                | 1                | Bayern Munich       |
| 21    | Laurent Koscielny    | Defensa          | 10 de junio de 2016 (30 años) | 29               | 1                | Arsenal             |
| 22    | Samuel Umtiti2       | Defensa          | 10 de junio de 2016 (22 años) | 0                | 0                | Olympique Lyon      |
| 23    | Benoît Costil        | Portero          | 10 de junio de 2016 (28 años) | 0                | 0                | Stade Rennes        |
| D. T. | Didier Deschamps     | Didier Deschamps | Didier Deschamps              | Didier Deschamps | Didier Deschamps | Didier Deschamps    |

## Participación

### Partidos
| Fecha       | Lugar           | Instancia        | Local    |                     | Resultado             |                     | Visitante |
| ----------- | --------------- | ---------------- | -------- | ------------------- | --------------------- | ------------------- | --------- |
| 10 de junio | Saint-Denis     | Fase de grupos   | Francia  | Bandera de Francia  | 2:1 (0:0)             | Bandera de Rumania  | Rumania   |
| 15 de junio | Marsella        | Fase de grupos   | Francia  | Bandera de Francia  | 2:0 (0:0)             | Bandera de Albania  | Albania   |
| 19 de junio | Lille Métropole | Fase de grupos   | Suiza    | Bandera de Suiza    | 0:0                   | Bandera de Francia  | Francia   |
| 26 de junio | Lyon            | Octavos de final | Francia  | Bandera de Francia  | 2:1 (0:1)             | Bandera de Irlanda  | Irlanda   |
| 3 de julio  | Saint-Denis     | Cuartos de final | Francia  | Bandera de Francia  | 5:2 (4:0)             | Bandera de Islandia | Islandia  |
| 7 de julio  | Marsella        | Semifinales      | Alemania | Bandera de Alemania | 0:2 (0:1)             | Bandera de Francia  | Francia   |
| 10 de julio | Saint-Denis     | Final            | Portugal | Bandera de Portugal | 1:0 (0:0, 0:0) (t.s.) | Bandera de Francia  | Francia   |

### Primera fase

#### Grupo A
| Selección | Pts. | PJ | PG | PE | PP | GF | GC | Dif |
| --------- | ---- | -- | -- | -- | -- | -- | -- | --- |
| Francia   | 7    | 3  | 2  | 1  | 0  | 4  | 1  | 3   |
| Suiza     | 5    | 3  | 1  | 2  | 0  | 2  | 1  | 1   |
| Albania   | 3    | 3  | 1  | 0  | 2  | 1  | 3  | -2  |
| Rumania   | 1    | 3  | 0  | 1  | 2  | 2  | 4  | -2  |

### Francia vs. Rumania
| 10 de junio de 2016, 21:00 | Francia                | 2:1 (0:0) | Rumanía           | Stade de France, Saint-Denis                              |                                                           |
|                            | Giroud 57' · Payet 89' | Reporte   | Stancu 65' (pen.) | Asistencia: 75 113 espectadores Árbitro(s): Viktor Kassai | Asistencia: 75 113 espectadores Árbitro(s): Viktor Kassai |

| Uniformes | Uniformes |
| --------- | --------- |
|           |           |

### Francia vs. Albania
| 15 de junio de 2016, 21:00 | Francia                     | 2:0 (0:0) | Albania | Stade Vélodrome, Marsella                                  |                                                            |
|                            | Griezmann 90' · Payet 90+6' | Reporte   |         | Asistencia: 63 670 espectadores Árbitro(s): William Collum | Asistencia: 63 670 espectadores Árbitro(s): William Collum |

| Uniformes | Uniformes |
| --------- | --------- |
|           |           |

### Suiza vs. Francia
| 19 de junio de 2016, 21:00 | Suiza | 0:0     | Francia | Stade Pierre-Mauroy, Lille Métropole                      |                                                           |
|                            |       | Reporte |         | Asistencia: 45 616 espectadores Árbitro(s): Damir Skomina | Asistencia: 45 616 espectadores Árbitro(s): Damir Skomina |

| Uniformes | Uniformes |
| --------- | --------- |
|           |           |

### Octavos de final

#### Francia vs. Irlanda
| 26 de junio de 2016, 15:00 | Francia           | 2:1 (0:1) | Irlanda  | Stade des Lumières, Lyon                                   |                                                            |
|                            | Griezmann 58' 61' | Reporte   | Brady 2' | Asistencia: 56 279 espectadores Árbitro(s): Nicola Rizzoli | Asistencia: 56 279 espectadores Árbitro(s): Nicola Rizzoli |

| Uniformes | Uniformes |
| --------- | --------- |
|           |           |

### Cuartos de final

#### Francia vs. Islandia
| 3 de julio de 2016, 21:00 | Francia                                                | 5:2 (4:0) | Islandia                          | Stade de France, Saint-Denis                              |                                                           |
|                           | Giroud 12' 59' · Pogba 20' · Payet 42' · Griezmann 45' | Reporte   | Sigþórsson 56' · B. Bjarnason 84' | Asistencia: 76 833 espectadores Árbitro(s): Björn Kuipers | Asistencia: 76 833 espectadores Árbitro(s): Björn Kuipers |

| Uniformes | Uniformes |
| --------- | --------- |
|           |           |

### Semifinales

#### Alemania vs. Francia
| 7 de julio de 2016, 21:00 | Alemania | 0:2 (0:1) | Francia              | Stade Vélodrome, Marsella                                  |                                                            |
|                           |          | Reporte   | Griezmann 45'+2' 72' | Asistencia: 64 078 espectadores Árbitro(s): Nicola Rizzoli | Asistencia: 64 078 espectadores Árbitro(s): Nicola Rizzoli |

| Uniformes | Uniformes |
| --------- | --------- |
|           |           |

### Final

#### Francia vs. Portugal
| 10 de julio de 2016, 21:00 | Portugal  | 1:0 (0:0, 0:0) (t. s.) | Francia | Stade de France, Saint-Denis                                 |                                                              |
|                            | Éder 109' | Reporte                |         | Asistencia: 75 868 espectadores Árbitro(s): Mark Clattenburg | Asistencia: 75 868 espectadores Árbitro(s): Mark Clattenburg |

| 1     | Guardameta     | Rui Patrício      |     |
| 3     | Defensa        | Pepe              |     |
| 4     | Defensa        | José Fonte        |     |
| 5     | Defensa        | Raphaël Guerreiro |     |
| 21    | Defensa        | Cédric Soares     |     |
| 10    | Centrocampista | João Mário        |     |
| 14    | Centrocampista | William Carvalho  |     |
| 16    | Centrocampista | Renato Sanches    | 79' |
| 23    | Centrocampista | Adrien Silva      | 66' |
| 7     | Delantero      | Cristiano Ronaldo | 25' |
| 17    | Delantero      | Nani              |     |
| D. T. | D. T.          | Fernando Santos   |     |

| 1     | Guardameta     | Hugo Lloris       |      |
| 3     | Defensa        | Patrice Evra      |      |
| 19    | Defensa        | Bacary Sagna      |      |
| 21    | Defensa        | Laurent Koscielny |      |
| 22    | Defensa        | Samuel Umtiti     |      |
| 8     | Centrocampista | Dimitri Payet     | 58'  |
| 14    | Centrocampista | Blaise Matuidi    |      |
| 15    | Centrocampista | Paul Pogba        |      |
| 18    | Centrocampista | Moussa Sissoko    | 110' |
| 7     | Delantero      | Antoine Griezmann |      |
| 9     | Delantero      | Olivier Giroud    | 78'  |
| D. T. | D. T.          | Didier Deschamps  |      |

| 20 | Delantero      | Ricardo Quaresma | 25' |
| 8  | Centrocampista | João Moutinho    | 66' |
| 9  | Delantero      | Éder             | 79' |

| 20 | Delantero | Kingsley Coman      | 58'  |
| 10 | Delantero | André-Pierre Gignac | 78'  |
| 11 | Delantero | Anthony Martial     | 110' |

| 109' | Éder | 1:0 |

| 34' · 62' · 95' · 98' · 120'+3' | Cédric Soares João Mário Raphaël Guerreiro William Carvalho Rui Patrício |

| 80' · 97' · 107' · 115' | Samuel Umtiti Blaise Matuidi Laurent Koscielny Paul Pogba |

| Principal  | Mark Clattenburg                                                 |
| Asistentes | Simon Beck                                                       |
|            | Jake Collin Asistentes adicionales Anthony Taylor Andre Marriner |
| Cuarto     | Viktor Kassai                                                    |
| Quinto     | György Ring                                                      |

|                    |     |     |
| Tiros              | 9   | 18  |
| Tiros a puerta     | 3   | 7   |
| Faltas             | 12  | 13  |
| Saques de esquina  | 5   | 9   |
| Penaltis           | 0   | 0   |
| Fueras de juego    | 1   | 2   |
| Posesión del balón | 47% | 53% |

| Alineación inicial |

| 1     | Guardameta     | Rui Patrício      |     |
| 3     | Defensa        | Pepe              |     |
| 4     | Defensa        | José Fonte        |     |
| 5     | Defensa        | Raphaël Guerreiro |     |
| 21    | Defensa        | Cédric Soares     |     |
| 10    | Centrocampista | João Mário        |     |
| 14    | Centrocampista | William Carvalho  |     |
| 16    | Centrocampista | Renato Sanches    | 79' |
| 23    | Centrocampista | Adrien Silva      | 66' |
| 7     | Delantero      | Cristiano Ronaldo | 25' |
| 17    | Delantero      | Nani              |     |
| D. T. | D. T.          | Fernando Santos   |     |

| 1     | Guardameta     | Hugo Lloris       |      |
| 3     | Defensa        | Patrice Evra      |      |
| 19    | Defensa        | Bacary Sagna      |      |
| 21    | Defensa        | Laurent Koscielny |      |
| 22    | Defensa        | Samuel Umtiti     |      |
| 8     | Centrocampista | Dimitri Payet     | 58'  |
| 14    | Centrocampista | Blaise Matuidi    |      |
| 15    | Centrocampista | Paul Pogba        |      |
| 18    | Centrocampista | Moussa Sissoko    | 110' |
| 7     | Delantero      | Antoine Griezmann |      |
| 9     | Delantero      | Olivier Giroud    | 78'  |
| D. T. | D. T.          | Didier Deschamps  |      |

| 20 | Delantero      | Ricardo Quaresma | 25' |
| 8  | Centrocampista | João Moutinho    | 66' |
| 9  | Delantero      | Éder             | 79' |

| 20 | Delantero | Kingsley Coman      | 58'  |
| 10 | Delantero | André-Pierre Gignac | 78'  |
| 11 | Delantero | Anthony Martial     | 110' |

| 109' | Éder | 1:0 |

| 34' · 62' · 95' · 98' · 120'+3' | Cédric Soares João Mário Raphaël Guerreiro William Carvalho Rui Patrício |

| 80' · 97' · 107' · 115' | Samuel Umtiti Blaise Matuidi Laurent Koscielny Paul Pogba |

| Principal  | Mark Clattenburg                                                 |
| Asistentes | Simon Beck                                                       |
|            | Jake Collin Asistentes adicionales Anthony Taylor Andre Marriner |
| Cuarto     | Viktor Kassai                                                    |
| Quinto     | György Ring                                                      |

|                    |     |     |
| Tiros              | 9   | 18  |
| Tiros a puerta     | 3   | 7   |
| Faltas             | 12  | 13  |
| Saques de esquina  | 5   | 9   |
| Penaltis           | 0   | 0   |
| Fueras de juego    | 1   | 2   |
| Posesión del balón | 47% | 53% |

| Alineación inicial |

| 1     | Guardameta     | Rui Patrício      |     |
| 3     | Defensa        | Pepe              |     |
| 4     | Defensa        | José Fonte        |     |
| 5     | Defensa        | Raphaël Guerreiro |     |
| 21    | Defensa        | Cédric Soares     |     |
| 10    | Centrocampista | João Mário        |     |
| 14    | Centrocampista | William Carvalho  |     |
| 16    | Centrocampista | Renato Sanches    | 79' |
| 23    | Centrocampista | Adrien Silva      | 66' |
| 7     | Delantero      | Cristiano Ronaldo | 25' |
| 17    | Delantero      | Nani              |     |
| D. T. | D. T.          | Fernando Santos   |     |

| 1     | Guardameta     | Hugo Lloris       |      |
| 3     | Defensa        | Patrice Evra      |      |
| 19    | Defensa        | Bacary Sagna      |      |
| 21    | Defensa        | Laurent Koscielny |      |
| 22    | Defensa        | Samuel Umtiti     |      |
| 8     | Centrocampista | Dimitri Payet     | 58'  |
| 14    | Centrocampista | Blaise Matuidi    |      |
| 15    | Centrocampista | Paul Pogba        |      |
| 18    | Centrocampista | Moussa Sissoko    | 110' |
| 7     | Delantero      | Antoine Griezmann |      |
| 9     | Delantero      | Olivier Giroud    | 78'  |
| D. T. | D. T.          | Didier Deschamps  |      |

| 20 | Delantero      | Ricardo Quaresma | 25' |
| 8  | Centrocampista | João Moutinho    | 66' |
| 9  | Delantero      | Éder             | 79' |

| 20 | Delantero | Kingsley Coman      | 58'  |
| 10 | Delantero | André-Pierre Gignac | 78'  |
| 11 | Delantero | Anthony Martial     | 110' |

| 109' | Éder | 1:0 |

| 34' · 62' · 95' · 98' · 120'+3' | Cédric Soares João Mário Raphaël Guerreiro William Carvalho Rui Patrício |

| 80' · 97' · 107' · 115' | Samuel Umtiti Blaise Matuidi Laurent Koscielny Paul Pogba |

| Principal  | Mark Clattenburg                                                 |
| Asistentes | Simon Beck                                                       |
|            | Jake Collin Asistentes adicionales Anthony Taylor Andre Marriner |
| Cuarto     | Viktor Kassai                                                    |
| Quinto     | György Ring                                                      |

|                    |     |     |
| Tiros              | 9   | 18  |
| Tiros a puerta     | 3   | 7   |
| Faltas             | 12  | 13  |
| Saques de esquina  | 5   | 9   |
| Penaltis           | 0   | 0   |
| Fueras de juego    | 1   | 2   |
| Posesión del balón | 47% | 53% |

| Alineación inicial |

| 1     | Guardameta     | Rui Patrício      |     |
| 3     | Defensa        | Pepe              |     |
| 4     | Defensa        | José Fonte        |     |
| 5     | Defensa        | Raphaël Guerreiro |     |
| 21    | Defensa        | Cédric Soares     |     |
| 10    | Centrocampista | João Mário        |     |
| 14    | Centrocampista | William Carvalho  |     |
| 16    | Centrocampista | Renato Sanches    | 79' |
| 23    | Centrocampista | Adrien Silva      | 66' |
| 7     | Delantero      | Cristiano Ronaldo | 25' |
| 17    | Delantero      | Nani              |     |
| D. T. | D. T.          | Fernando Santos   |     |

| 1     | Guardameta     | Hugo Lloris       |      |
| 3     | Defensa        | Patrice Evra      |      |
| 19    | Defensa        | Bacary Sagna      |      |
| 21    | Defensa        | Laurent Koscielny |      |
| 22    | Defensa        | Samuel Umtiti     |      |
| 8     | Centrocampista | Dimitri Payet     | 58'  |
| 14    | Centrocampista | Blaise Matuidi    |      |
| 15    | Centrocampista | Paul Pogba        |      |
| 18    | Centrocampista | Moussa Sissoko    | 110' |
| 7     | Delantero      | Antoine Griezmann |      |
| 9     | Delantero      | Olivier Giroud    | 78'  |
| D. T. | D. T.          | Didier Deschamps  |      |

| 20 | Delantero      | Ricardo Quaresma | 25' |
| 8  | Centrocampista | João Moutinho    | 66' |
| 9  | Delantero      | Éder             | 79' |

| 20 | Delantero | Kingsley Coman      | 58'  |
| 10 | Delantero | André-Pierre Gignac | 78'  |
| 11 | Delantero | Anthony Martial     | 110' |

| 109' | Éder | 1:0 |

| 34' · 62' · 95' · 98' · 120'+3' | Cédric Soares João Mário Raphaël Guerreiro William Carvalho Rui Patrício |

| 80' · 97' · 107' · 115' | Samuel Umtiti Blaise Matuidi Laurent Koscielny Paul Pogba |

| Principal  | Mark Clattenburg                                                 |
| Asistentes | Simon Beck                                                       |
|            | Jake Collin Asistentes adicionales Anthony Taylor Andre Marriner |
| Cuarto     | Viktor Kassai                                                    |
| Quinto     | György Ring                                                      |

|                    |     |     |
| Tiros              | 9   | 18  |
| Tiros a puerta     | 3   | 7   |
| Faltas             | 12  | 13  |
| Saques de esquina  | 5   | 9   |
| Penaltis           | 0   | 0   |
| Fueras de juego    | 1   | 2   |
| Posesión del balón | 47% | 53% |

| Alineación inicial |

## Clasificación general
| Pos. | Selección         | Gr. | Pts. | PJ | PG | PE | PP | GF | GC | Dif | Rend. |
| ---- | ----------------- | --- | ---- | -- | -- | -- | -- | -- | -- | --- | ----- |
| 1    | Portugal          | F   | 13   | 7  | 3  | 4  | 0  | 9  | 5  | 4   | 47.6% |
| 2    | Francia           | A   | 16   | 7  | 5  | 1  | 1  | 13 | 5  | 8   | 76.2% |
| 3    | Gales             | B   | 12   | 6  | 4  | 0  | 2  | 10 | 6  | 4   | 66.7% |
| 4    | Alemania          | C   | 11   | 6  | 3  | 2  | 1  | 7  | 3  | 4   | 61.1% |
| 5    | Italia            | E   | 10   | 5  | 3  | 1  | 1  | 6  | 2  | 4   | 66.7% |
| 6    | Bélgica           | E   | 9    | 5  | 3  | 0  | 2  | 9  | 5  | 4   | 60%   |
| 7    | Polonia           | C   | 9    | 5  | 2  | 3  | 0  | 4  | 2  | 2   | 60%   |
| 8    | Islandia          | F   | 8    | 5  | 2  | 2  | 1  | 8  | 9  | -1  | 53.3% |
| 9    | Croacia           | D   | 7    | 4  | 2  | 1  | 1  | 5  | 4  | 1   | 58.3% |
| 10   | España            | D   | 6    | 4  | 2  | 0  | 2  | 5  | 4  | 1   | 50%   |
| 11   | Suiza             | A   | 6    | 4  | 1  | 3  | 0  | 3  | 2  | 1   | 50%   |
| 12   | Inglaterra        | B   | 5    | 4  | 1  | 2  | 1  | 4  | 4  | 0   | 41.7% |
| 13   | Hungría           | F   | 5    | 4  | 1  | 2  | 1  | 6  | 8  | -2  | 41.7% |
| 14   | Eslovaquia        | B   | 4    | 4  | 1  | 1  | 2  | 3  | 6  | -3  | 33.3% |
| 15   | Irlanda           | E   | 4    | 4  | 1  | 1  | 2  | 3  | 6  | -3  | 33.3% |
| 16   | Irlanda del Norte | C   | 3    | 4  | 1  | 0  | 3  | 2  | 3  | -1  | 25%   |
| 17   | Turquía           | D   | 3    | 3  | 1  | 0  | 2  | 2  | 4  | -2  | 33.3% |
| 18   | Albania           | A   | 3    | 3  | 1  | 0  | 2  | 1  | 3  | -2  | 33.3% |
| 19   | Rumania           | A   | 1    | 3  | 0  | 1  | 2  | 2  | 4  | -2  | 11.1% |
| 20   | Suecia            | E   | 1    | 3  | 0  | 1  | 2  | 1  | 3  | -2  | 11.1% |
| 21   | República Checa   | D   | 1    | 3  | 0  | 1  | 2  | 2  | 5  | -3  | 11.1% |
| 22   | Austria           | F   | 1    | 3  | 0  | 1  | 2  | 1  | 4  | -3  | 11.1% |
| 23   | Rusia             | B   | 1    | 3  | 0  | 1  | 2  | 2  | 6  | -4  | 11.1% |
| 24   | Ucrania           | C   | 0    | 3  | 0  | 0  | 3  | 0  | 5  | -5  | 0%    |

## Goleadores
| Jugador           | Goles | PJ |
| ----------------- | ----- | -- |
| Antoine Griezmann | 6     | 7  |
| Olivier Giroud    | 3     | 5  |
| Dimitri Payet     | 3     | 7  |
| Paul Pogba        | 1     | 6  |